# Béatrice Didier
Béatrice Didier (La Tronche, Isera, 21 de desembre de 1935), és una crítica literària francesa.

## Biografia
Béatrice Didier és professora de literatura i directora de col·leccions en l'àmbit editorial. Doctora en lletres (1965), és professora emèrita a l'École normale supérieure (anteriorment Sèvres), de la qual va ser sotsdirectora en funcions i on dirigeix un seminari sobre la relació entre literatura i música.
Didier es va especialitzar en literatura francesa dels segles xviii i xix (en particular dels autors Senancour, Chateaubriand, Stendhal i George Sand), i en escrits de caràcter autobiogràfic.
Ha publicat i editat nombrosos llibres i contribueix a la revista Europe. Béatrice Didier dirigeix les col·leccions “Escriptors”, “Escriptura” i “Escrita” de l'editorial Presses Universitaires de France.
És vicepresidenta de la Société Chateaubriand (2020).

## Obra
- Chateaubriand avant le Génie du christianisme (dir.), Champion, 2006
- Oberman ou le sublime négatif (dir.), Presse de l'ENS, 2006
- Stendhal ou la dictée du bonheur, Klincksieck, 2004
- D'une gaîté ingénieuse : l'Histoire de Gil Blas roman de Lesage, Louvain; Dudley, MA: Peeters, 2004. (ISBN 978-2-87723-775-8).
- Gil Blas de Lesage, Gallimard, París, 2002
- Stendhal et l'État (dir.), Cirvi, Torí, 2002
- Le Journal intime, PUF, "Littératures modernes", 2002
- Dictionnaire de littérature grecque ancienne et moderne, PUF, col. "Quadrige", sota la dir. de Béatrice Didier et Jacqueline de Romilly, 2001
- Diderot dramaturge du vivant, PUF, "Écriture", 2001
- Jean-Jacques Origas & Béatrice Didier, Dictionnaire de littérature japonaise, PUF, Quadrige, 2000
- L'Écriture-femme, PUF, "Écriture", 1999
- George Sand écrivain : un grand fleuve d'Amérique, PUF, 1998
- Alphabet et raison. Le paradoxe des dictionnaires au XVIIIe siècle, PUF, « Écriture », 1996
- Histoire de la littérature française du XVIIIe siècle, Nathan, 1992 (ISBN 978-2-09-190038-4)
- La Littérature de la Révolution française, PUF, « Que sais-je? », no 2418, 1988
- Le Siècle des Lumières, MA Éditions, 1987
- La Voix de Marianne, essai sur Marivaux, José Corti, 1987
- La Musique des Lumières : Diderot, l'Encyclopédie, Rousseau, PUF, 1985
- Un dialogue à distance : Gide et Du Bos, 1977
- Sade, Denoël, 1976

## Distincions
- Comanadora de l'Orde de les Palmes Acadèmiques
- Comanadora de l'Orde Nacional del Mèrit[3]
- Oficial de l'Orde national del Mèrit
- Prix Montyon de l'Académie française (1977) per la seva obra Un dialogue à distance : Gide et Du Bos